# マルセル・ロトカ
マルセル・ラウレンツ・ロトカ（Marcel Laurenz Lotka, 2001年5月25日 - ）は、ドイツ・ノルトライン＝ヴェストファーレン州デュースブルク出身のサッカー選手。ブンデスリーガ・ボルシア・ドルトムント所属。ポジションはGK。

## クラブ経歴
シャルケ04などのユースチームを渡り歩き、バイエル・レバークーゼンのユースチームではU-18チームの正GKを務め、2020年にヘルタ・ベルリンと契約。2021-22シーズン途中にトップチームに昇格。同シーズンのヘルタ・ベルリンはブンデスリーガ残留争いを強いられる厳しいシーズンとなり、2022年2月20日のRBライプツィヒ戦に1-6の大敗を喫したことを受けて、当時の監督タイフン・コルクトは、それまで正GKアレクサンダー・シュヴォロウに変えてロトカを起用することを決断。同月26日のSCフライブルク戦で先発で起用されブンデスリーガデビューを果たすも、試合は0-3で敗戦。トップリーグデビューから間もなくボルシア・ドルトムントからの関心が報じられ、28日に2年契約を締結し、2022-23シーズンより傘下のボルシア・ドルトムント IIに加入することが発表。以降苦しいチーム状況の中ゴールを死守し、5月には一転ヘルタ・ベルリンが契約延長のオプションを行使する可能性が報じられたが、契約延長せずにドルトムントに移籍した。

## 代表経歴
ドイツ・デュースブルク出身ながら、ユース代表はポーランド人の両親の国籍を行使してポーランド代表でプレーしている。